# Alexander Braun
Alexander Carl Heinrich Braun (Regensburg, 1805. május 10. – Berlin, 1877. március 29.) német botanikus, a növények morfológiai alapú rendszerezésének egyik legkiemelkedőbb alakja. Botanikai szakmunkákban nevének rövidítése: „A.Braun”.

## Élete
Egyetemi tanulmányait Heidelbergben, Párizsban és Münchenben végezte. 1833-1846 között Karlsruhe, 1846–1850 között Giessen, majd 1851 májusától haláláig Berlin egyetemén oktatott botanikát (Giessenben, majd Berlinben ő volt a füvészkert igazgatója is).

## Munkássága
Maradandót a növények természetes rendszertanának fejlesztésével és alaktani vizsgálataival alkotott. Fontos megfigyelésekkel járult hozzá a növények sejtszerveződésének kutatásához.
Gyakorlati eredményeit mindenütt megpróbálta az idealisztikus filozofia elméletével párosítani; filozófiai alaptételeit Betrachtungen über die Erscheinung der Verjüngung in der Natur, insbesondere in der Lebens- u. Bildungsgeschichte der Pflanze (Lipcse, 1850) című értekezésében foglalta össze. A növénycsaládok természetes rokonságáról fő műve: Ascherson, Flora der Provinz Brandenburg (Berlin 1864).

## Fontosabb művei
- Über die Richtungsverhältnisse der Saftströme in den Zellen der Characeen (Berlin 1852);
- Das Individuum der Pflanze in seinem Verhältniss zur Spezies (Berlin, 1853);
- Über einige neue und weniger bekannte Krankheiten der Pflanzen, welche durch Pilze erzeugt werden (Berlin, 1854);
- Algarum unicellularium genera nova et minus cognita (Lipcse 1855);
- Über Chytridium, eine Gattung einzelliger Schmarotzergewächse auf Algen und Infusorien (Berlin, 1856);
- Zwei Deutsche Isoetesarten (Berlin, 1862);
- Über lsoetes (Berlin, 1863);
- Beitrag zur Kenntniss der Gattung Selaginella (Berlin, 1865):
- Die Characeen Afrikas (Berlin, 1867);
- Neuere Untersuchungen über die Gattungen Marsilia und Pilularia (Berlin, 1870);
- Nachträgliche Mitteilungen über die Gattungen Marsilia und Pilularia (Berlin, 1872).
- Untersuchung über die Ordnung der Schuppen an den Tannenzapfen (Abhandlungen der Leopoldinisch-Karolinischen Akademie, 14. köt.);
- Über den schiefen Verlauf der Holzfaser und die dadurch bedingte Drehung der Stämme (Berlin, 1854);
- Über Parthenogenesis bei Pflanzen (Berlin, 1857);
- Über Polyembryonie und Keimung von Caelebogyne (Berlin, 1860;
- Die Frage nach der Gymnospermie der Cycadeen, erläutert durch die Stellung dieser Familie im Stufengange des Gewächsreiches (Berlin, 1875).

## Fordítás
- Ez a szócikk részben vagy egészben az Alexander Braun című angol Wikipédia-szócikk fordításán alapul.  Az eredeti cikk szerkesztőit annak laptörténete sorolja fel. Ez a jelzés csupán a megfogalmazás eredetét és a szerzői jogokat jelzi, nem szolgál a cikkben szereplő információk forrásmegjelöléseként.